# Permomerope karaungirica
Permomerope karaungirica is een fossiele soort schietmot uit de familie Protomeropidae.